# Gouvernement Ernest Monis
 (août 2017).
Si vous disposez d'ouvrages ou d'articles de référence ou si vous connaissez des sites web de qualité traitant du thème abordé ici, merci de compléter l'article en donnant les références utiles à sa vérifiabilité et en les liant à la section « Notes et références ».
Troisième République
Aristide Briand II Joseph Caillaux
Le gouvernement Ernest Monis est le gouvernement de la Troisième République en France du 2 mars 1911 au 23 juin 1911.

## Composition

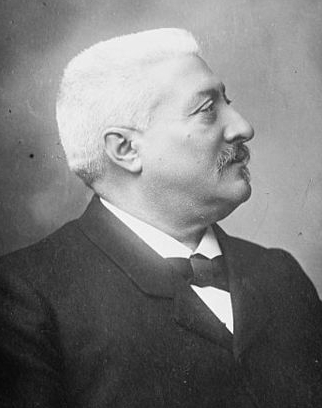
Ernest Monis

| Portefeuille                                            | Titulaire | Titulaire                                   | Parti |
| ------------------------------------------------------- | --------- | ------------------------------------------- | ----- |
| Président du Conseil                                    |           | Ernest Monis                                | PRRRS |
| Ministres                                               |           |                                             |       |
| Ministre de l'Intérieur et des Cultes                   |           | Ernest Monis                                | PRRRS |
| Ministre de la Justice                                  |           | Antoine Perrier                             | ARD   |
| Ministre des Affaires étrangères                        |           | Jean Cruppi                                 | PRRRS |
| Ministre des Finances                                   |           | Joseph Caillaux                             | PRRRS |
| Ministre de la Guerre                                   |           | Maurice Berteaux (jusqu'au 21 mai 1911)     | PRRRS |
| Ministre de la Guerre                                   |           | François Goiran (du 27 mai au 23 juin 1911) | SE    |
| Ministre de la Marine                                   |           | Théophile Delcassé                          | RI    |
| Ministre de l'Instruction publique et des Beaux-Arts    |           | Théodore Steeg                              | PRRRS |
| Ministre des Travaux publics, des Postes et Télégraphes |           | Charles Dumont                              | ARD   |
| Ministre du Commerce et de l’Industrie                  |           | Alfred Massé                                | PRRRS |
| Ministre de l'Agriculture                               |           | Jules Pams                                  | PRRRS |
| Ministre des Colonies                                   |           | Adolphe Messimy                             | PRRRS |
| Ministre du Travail et de la Prévoyance sociale         |           | Joseph Paul-Boncour                         | SI    |
| Sous-secrétaires d’État                                 |           |                                             |       |
| Sous-secrétaire d'État à l'Intérieur                    |           | Émile Constant                              | RI    |
| Sous-secrétaire d'État à la Justice                     |           | Louis Malvy                                 | PRRRS |
| Sous-secrétaire d'État aux Beaux-Arts                   |           | Étienne Dujardin-Beaumetz                   | RI    |
| Sous-secrétaire d'État aux Postes et Télégraphes        |           | Charles Chaumet                             | ARD   |

## Politique menée
Selon le
mémorialiste Charles Benoist, (…) « sauf la prise de Fès, qui déclencha la
seconde crise marocaine, son ministère ne se signale par aucune mesure
d’envergure (…) Il fut ce qu’il pouvait être : une de ces combinaisons
transitoires où, depuis 1890, la République s’est assoupie, lorsqu’elle a eu
besoin de souffler. »
Le
gouvernement Monis est clairement de transition.  Il prépare l’émergence
de Joseph Caillaux, ministre des Finances de ce même gouvernement.

## Fin du gouvernement et passation des pouvoirs
Après l’accident du champ d’aviation d’Issy-les-Moulineaux le 21 mai, qui tuait
Berteaux et blessait Monis, le gouvernement est renversé par le sénat le 23 juin, à l’occasion d’une banale interpellation relative au haut commandement en
temps de guerre.
Le 27 juin, Armand Fallières nomme Joseph Caillaux à la présidence du Conseil des
ministres.

## Pour en savoir plus